# Hans Hinüber
Hans Hinüber (geboren 26. Dezember 1618 in Breslau; gestorben 16. Dezember 1680 in Hannover) war ein deutscher  Postmeister und zugleich der erste der Stadt Hannover.

## Leben
Hans Hinüber war Angehöriger des später in den Reichsadelsstand erhobenen Geschlechtes von Hinüber und Sohn des Mathias Hinüber.
Nach dem Dreißigjährigen Krieg übernahm er 1660, mit Sitz in Hannover, von seinem in Hildesheim tätigen Vetter Rütger Hinüber das gesamte und insbesondere im Niedersächsischen Reichskreis aufgebaute Postwesen. Nach Rütger Hinübers Tod kaufte er 1677 von dessen Sohn Johann Conrad Hinüber für 300 Reichstaler den Posthof vor dem Steintor von Hannover. Diesen Besitz vergrößerte er im Folgejahr 1678 zu dem später als Hinüberscher Posthof bekannt gewordenen Anwesen, das dann jahrhundertelang Sitz der Familie blieb.

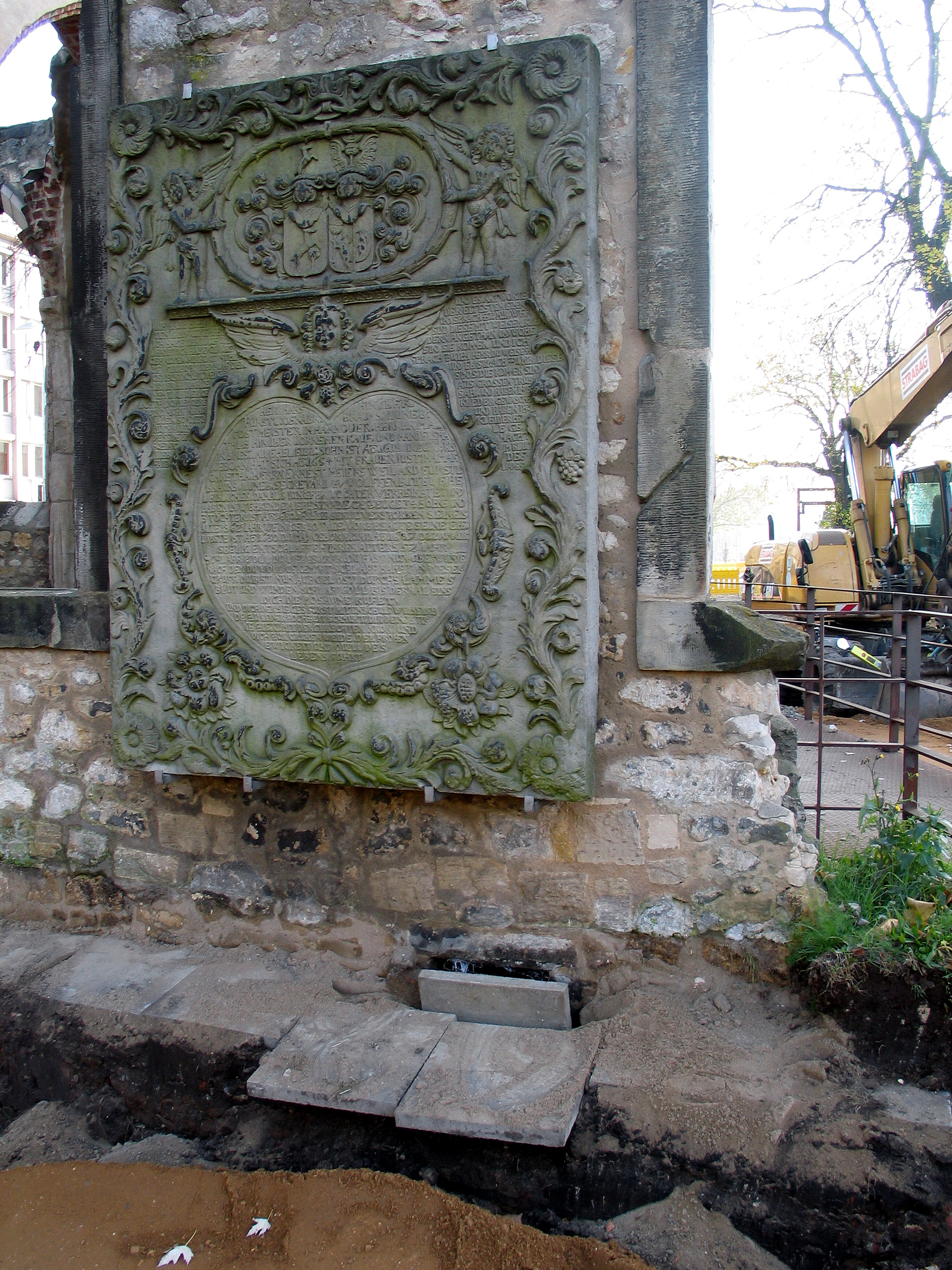
Epitaph an der Nikolaikapelle über dem Hinüberschen Erbgewölbe;
während einer Ausbaggerung im Jahr 2012

Hans Hinüber wurde schließlich zum Fürstlich Osnabrückischen und Braunschweig-Lüneburgischen Postmeister erhoben.
Später wurden Hinüber und seine Ehefrau Juliane Margaretha auf dem nahegelegenen Alten St.-Nikolai-Friedhof beigesetzt. Ihre Grabplatte wurde Mitte der 1990er Jahre aus der Rasenfläche herausgehoben, restauriert und an der Außenmauer der Nikolaikapelle als Epitaph oberhalb des Hinüberschen Erbgewölbes installiert.
Nach dem Tod von Hans Hinüber übernahm dessen ältester Sohn Anthon Johann Hinüber (1655–1719) die hannoversche Postverwaltung.